# Hatchiana ishiharai
Hatchiana ishiharai là một loài bọ cánh cứng trong họ Cantharidae. Loài này được Sato miêu tả khoa học năm 1986.